# Tipos de socialismo
Tipos de socialismo incluem uma variedade de economia e sistemas sociais caracterizados por propriedade social e controle democrático dos meios de produção  e autogestão organizacional das empresas.
Os socialistas discordam sobre até que ponto o controle social ou a regulação da economia são necessários, até que ponto a sociedade deve intervir e se o governo, especialmente o governo existente poderia ser o veículo correto para mudança.  A propriedade social é o elemento comum partilhado pelas suas várias formas (excluindo o socialismo liberal, etc.). Existem muitas variedades de socialismo e nenhuma definição única engloba todas elas,como um todo.sociedade e, portanto, classe trabalhadoramais-valia em que cidadão propriedade de capital ou para cooperativa ou coletivo público A propriedade social pode referir-se a formas de socialismo, bem como as teorias e movimentos políticos associados ao  . 
Como termo, o socialismo representa uma ampla gama de sistemas socioeconómicos teóricos e históricos e também tem sido utilizado por muitos movimentos políticos ao longo da história para se descreverem a si próprios e aos seus objetivos, gerando uma variedade de tipos de socialismo. Os sistemas económicos socialistas podem ainda ser divididos em formas de mercado e não mercantis. O primeiro tipo de socialismo utiliza mercados para alocar insumos e bens de capital entre unidades económicas. No segundo tipo de socialismo, o planejamento é utilizado e inclui um sistema de contabilidade baseado no cálculo em espécie para avaliar recursos e bens em que a produção é realizada diretamente para uso.   
Houve numerosos movimentos políticos, como o anarquismo, o comunismo, o movimento operário, o marxismo, a social-democracia e o sindicalismo, cujos membros se autodenominavam socialistas sob alguma definição do termo - algumas destas interpretações são mutuamente exclusivas e todas elas geraram debates sobre o verdadeiro significado do socialismo.     Diferentes autodenominados socialistas usaram socialismo para se referir a coisas diferentes, como um sistema econômico,  um tipo de sociedade,  uma perspectiva filosófica, uma socialismo ético na forma de uma coleção de valores e ideais morais,  ou um certo tipo difereciado de ser humano. Algumas dessas definições de socialismo são são tão específicas, enquanto outras são tão específicas que incluem apenas uma pequena minoria das coisas que foram descritas como socialismo no passado, como um modo de produção,  socialismo de estado , ou a abolição do trabalho assalariado. 

## Interpretações iniciais
O termo socialismo foi cunhado na década de 1830 e foi usado pela primeira vez para se referir a crenças filosóficas ou morais, em vez de quaisquer opiniões políticas específicas. Alexandre Vinet, que afirmou ter sido a primeira pessoa a usar o termo, definiu o socialismo simplesmente como “o oposto do individualismo”. Robert Owen também via o socialismo como uma questão de ética, embora o tenha utilizado com um significado um pouco mais específico para se referir à visão de que a sociedade humana pode e deve ser melhorada para o benefício de todos. Na mesma linha, Pierre-Joseph Proudhon afirmou que o socialismo é “toda aspiração à melhoria da sociedade”. 
Na primeira metade do século XIX, muitos escritores que se autodenominavam socialistas – e que mais tarde seriam chamados de socialistas utópicos – escreveram descrições do que acreditavam ser a sociedade humana ideal. Alguns deles também criaram pequenas comunidades que colocaram em prática seus ideais. Uma característica constante destas sociedades ideais era a igualdade social e económica. Como as pessoas que propuseram a criação de tais sociedades se autodenominavam socialistas, o termo socialismo passou a referir-se não apenas a uma determinada doutrina moral, mas também a um tipo de sociedade igualitária baseada em tal doutrina. Outros primeiros defensores do socialismo adoptaram uma abordagem mais científica, favorecendo o nivelamento social para criar uma sociedade meritocrática baseada na liberdade para o talento individual prosperar. Um deles foi o Conde Henri de Saint-Simon, que era fascinado pelo enorme potencial da ciência e da tecnologia e acreditava que uma sociedade socialista eliminaria os aspectos desordenados do capitalismo. Ele defendeu a criação de uma sociedade em que cada pessoa fosse classificada de acordo com as suas capacidades e recompensada de acordo com o seu trabalho.  
O foco principal deste socialismo inicial estava na eficiência administrativa e no industrialismo e na crença de que a ciência era a chave para o progresso. As ideias de Simon forneceram uma base para o planejamento econômico científico e a administração tecnocrática da sociedade. 
Outros primeiros pensadores socialistas, como Charles Hall e Thomas Hodgskin, basearam as suas ideias nas teorias económicas de David Ricardo. Eles argumentaram que o valor de equilíbrio das mercadorias se aproximava dos preços cobrados pelo produtor quando essas mercadorias estavam em oferta elástica e que esses preços ao produtor correspondiam ao trabalho incorporado, ou seja, o custo do trabalho (essencialmente os salários pagos) que era necessário para produzir. as mercadorias. Os socialistas ricardianos viam o lucro, os juros e a renda como deduções deste valor de troca.Estas ideias incorporaram as primeiras concepções do socialismo de mercado. 
Após o advento da teoria do capitalismo e do socialismo científico de Karl Marx, o socialismo passou a referir-se à propriedade e administração dos meios de produção pela classe trabalhadora, quer através do aparelho estatal, quer através de cooperativas independentes. Na teoria marxista, o socialismo refere-se a uma fase específica de desenvolvimento social e económico que substituirá o capitalismo, caracterizada pela produção coordenada, pela propriedade pública ou cooperativa do capital, pela diminuição do conflito de classes e pelas desigualdades que daí decorrem e pelo fim do trabalho assalariado com uma método de compensação baseado no princípio de “de cada um segundo a sua capacidade, a cada um segundo a sua contribuição”. 

## Diferenças entre várias escolas
Embora partilhem elementos comuns, as escolas do socialismo estão divididas em muitas questões e por vezes há uma divisão dentro de uma escola. O que se segue é uma breve visão geral das principais questões que geraram ou estão gerando controvérsia significativa entre os socialistas em geral.

### Teoria
Alguns ramos do socialismo surgiram em grande parte como uma construção filosófica (por exemplo, o socialismo utópico) - outros no calor de uma revolução (por exemplo, o marxismo inicial ou o leninismo). Alguns surgiram meramente como produto de um partido no poder (por exemplo, o estalinismo), outros como produto de vários movimentos operários (por exemplo, o anarco-sindicalismo), ou de um partido ou outro grupo que luta pelo poder político numa sociedade democrática (por exemplo, a social-democracia).  Alguns são a favor de uma revolução socialista (por exemplo, o Maoismo, o Marxismo-Leninismo, o socialismo revolucionário, o anarquismo social e o trotskismo), enquanto outros tendem a apoiar a reforma (por exemplo, o Fabianismo e o anarquismo individualista). Outros acreditam que ambos são possíveis (por exemplo, o sindicalismo ou várias formas de marxismo). Os primeiros socialistas utópicos sequer conseguiram abordar a questão de como uma sociedade socialista seria alcançada, defendendo a crença de que a tecnologia era uma necessidade para uma sociedade socialista e que eles próprios não tinham compreensão da tecnologia do futuro. 
Todos os socialistas criticam de alguma forma o sistema atual. Algumas críticas centram-se na propriedade dos meios de produção (por exemplo, o marxismo), enquanto outras tendem a centrar-se na natureza da distribuição em massa e equitativa (por exemplo, a maioria das formas de socialismo utópico). A maioria opõe-se ao industrialismo desenfreado, bem como ao capitalismo (por exemplo, a esquerda verde) e acredita que sob o socialismo o ambiente deve ser protegido. Socialistas utópicos como Robert Owen e Henri de Saint-Simon argumentaram, embora não exactamente da mesma perspectiva, que a injustiça e a pobreza generalizada das sociedades em que viviam eram um problema de distribuição dos bens criados. Por outro lado, os socialistas marxistas determinaram que a raiz da injustiça não se baseia na função de distribuição dos bens já criados, mas sim no facto de a propriedade dos meios de produção estar nas mãos da classe alta. Os socialistas marxistas também sustentam, em contraste com os socialistas utópicos, que a raiz da injustiça não está na forma como os bens (mercadorias) são distribuídos, mas para cujo benefício econômico são produzidos e vendidos. 

### Prática
A maioria das formas e derivados do marxismo e do anarquismo defendiam a socialização total ou quase total da economia. Escolas menos radicais (por exemplo, o reformismo e o marxismo reformista) propuseram, em vez disso, uma economia de mercado mista. As economias mistas podem, por sua vez, variar desde aquelas desenvolvidas pelos governos social-democratas que governaram periodicamente os países da Europa do Norte e Ocidental, até à inclusão de pequenas cooperativas na economia planificada da Jugoslávia sob Josip Broz Tito. Uma questão relacionada é se é melhor reformar o capitalismo para criar uma sociedade mais justa (por exemplo, a maioria dos social-democratas) ou derrubar totalmente o sistema capitalista (todos os marxistas). Algumas escolas defendem o controle estatal centralizado dos sectores socializados da economia (por exemplo, o leninismo), enquanto outras defendem o controlo desses sectores pelos conselhos de trabalhadores (por exemplo, o anarco-comunismo, o comunismo de conselhos, o comunismo de esquerda, o marxismo ou o sindicalismo). Esta questão é normalmente referida pelos socialistas em termos de “propriedade dos meios de produção”. Nenhum dos partidos social-democratas da Europa defende a propriedade estatal total dos meios de produção nas suas reivindicações contemporâneas e na imprensa popular.  
Outra questão sobre a qual os socialistas estão divididos é qual o aparato jurídico e político que os trabalhadores manteriam e desenvolveriam ainda mais a socialização dos meios de produção. Alguns defendem que o poder dos conselhos de trabalhadores deveria constituir ele próprio a base de um Estado socialista (juntamente com a democracia directa e o uso generalizado de referendos), mas outros sustentam que o socialismo implica a existência de um órgão legislativo administrado por pessoas que seriam eleito numa democracia representativa. Diferentes ideologias apoiam diferentes governos. Durante a era da União Soviética, os socialistas ocidentais estavam amargamente divididos quanto a se a União Soviética era realmente socialista, caminhando em direção ao socialismo, ou inerentemente anti-socialista e, de facto, inimiga do verdadeiro socialismo. Da mesma forma, hoje o governo da República Popular da China afirma ser socialista e refere-se à sua própria abordagem como socialismo com características chinesas, mas muitos outros socialistas consideram a China moderna essencialmente capitalista. A liderança chinesa concorda com a maioria das críticas habituais contra uma economia comandada e muitas das suas acções para gerir o que chamam de economia socialista foram determinadas por esta opinião.  

## Economia planificada socialista
Esta forma de socialismo combina a propriedade pública e a gestão dos meios de produção com o planeamento estatal centralizado e pode referir-se a uma vasta gama de sistemas económicos, desde a economia de comando centralizada de estilo soviético até ao planeamento participativo através da democracia no local de trabalho. Numa economia planeada centralmente, as decisões relativas à quantidade de bens e serviços a serem produzidos, bem como à alocação da produção (distribuição de bens e serviços) são planeadas antecipadamente por uma agência de planeamento. Este tipo de sistema económico foi frequentemente combinado com um sistema político de partido único e está associado aos estados comunistas do século XX. 

### Economia dirigida pelo Estado
Uma economia dirigida pelo Estado é um sistema em que o Estado ou as cooperativas de trabalhadores possuem os meios de produção, mas a actividade económica é dirigida até certo ponto por uma agência governamental ou ministério do planeamento através de mecanismos como o planeamento indicativo ou o dirigismo. Isto difere de uma economia planificada centralizada, ou de uma economia comandada, na medida em que a tomada de decisões microeconómicas, tais como a quantidade a ser produzida e os requisitos de produção, é deixada aos gestores e trabalhadores em empresas estatais ou cooperativas, em vez de ser imposta por uma política abrangente. plano econômico de um conselho de planejamento centralizado. No entanto, o estado planeará investimentos estratégicos de longo prazo e alguns aspectos da produção. É possível que uma economia dirigida pelo Estado tenha elementos tanto de uma economia de mercado como de uma economia planificada. Por exemplo, as decisões de produção e investimento podem ser semi-planeadas pelo Estado, mas a distribuição da produção pode ser determinada pelo mecanismo de mercado.  O socialismo dirigido pelo Estado também pode referir-se ao socialismo tecnocrata – sistemas económicos que dependem de gestão tecnocrática e de mecanismos de planeamento tecnocratas, juntamente com a propriedade pública dos meios de produção. Um precursor deste conceito foi Henri de Saint-Simon, que entendeu que o Estado passaria por uma transformação num sistema socialista e mudaria o seu papel de “administração política dos homens para administração das coisas”. Os elementos das economias socialistas dirigidas pelo Estado incluem o dirigismo, o planeamento económico, o socialismo de Estado e a tecnocracia. 

### Economia planejada descentralizada
Uma economia planificada descentralizada é aquela em que a propriedade das empresas é realizada através de várias formas de autogestão e cooperativas de trabalhadores, nas quais o planeamento da produção e da distribuição é feito de baixo para cima pelos conselhos de trabalhadores locais de uma forma democrática. Esta forma de economia socialista está relacionada com as filosofias políticas do socialismo libertário, do sindicalismo e de várias formas de socialismo utópico comunitário. Exemplos de planeamento democrático descentralizado incluem o comunismo de conselhos, o anarquismo individualista, a democracia industrial, a economia participativa, a democracia soviética e o sindicalismo. 

## Socialismo de mercado
O socialismo de mercado refere-se a vários sistemas económicos que envolvem a propriedade e gestão públicas ou a propriedade cooperativa dos trabalhadores sobre os meios de produção, ou uma combinação de ambos, e o mecanismo de mercado para alocar a produção económica, decidindo o que produzir e em que quantidade. Nas formas de socialismo de mercado orientadas para o Estado, onde as empresas estatais tentam maximizar os lucros, os lucros podem financiar programas e serviços governamentais, eliminando ou diminuindo grandemente a necessidade de várias formas de tributação que existem nos sistemas capitalistas. Algumas formas de socialismo de mercado baseiam-se na teoria económica neoclássica, com o objectivo de alcançar a eficiência de pareto através da fixação de preços iguais aos custos marginais nas empresas públicas. Esta forma de socialismo foi promovida por Oskar Lange, Abba Lerner e Fredrick Taylor. Outras formas de socialismo de mercado baseiam-se na economia clássica, como as defendidas por Thomas Hodgskin, que via a acumulação de juros, a renda e o lucro como deduções do valor de troca, de modo que a eliminação do elemento capitalista da economia levaria a um mercado livre e socialismo. O termo socialismo de mercado também tem sido aplicado a sistemas económicos planeados que tentam organizar-se parcialmente ao longo das linhas de mercado, mantendo ao mesmo tempo a propriedade estatal centralizada do capital. Exemplos de socialismo de mercado incluem a democracia económica, o modelo Lange, o socialismo liberal, o libertarianismo de esquerda orientado para o mercado, o mutualismo, o Novo Mecanismo Económico e o socialismo ricardiano. Outros tipos de sistemas socialistas de mercado, como o mutualismo, estão relacionados à filosofia política do socialismo libertário.  

### Economia de mercado socialista
Uma economia de mercado socialista refere-se aos sistemas económicos adoptados pela República Popular da China e pela República Socialista do Vietname, e anteriormente também pela Jugoslávia. Embora haja controvérsia sobre se estes modelos constituem ou não realmente capitalismo de Estado, os meios de produção decisivos permanecem sob propriedade estatal. As empresas estatais são organizadas em corporações (corporatização) e operam como empresas capitalistas privadas. Existe um sector privado substancial juntamente com o sector estatal da economia, mas desempenha um papel secundário normalmente relegado ao sector dos serviços e à produção de bens de consumo. Exemplos de economias de mercado socialistas incluem a economia de mercado socialista com características chinesas e a economia de mercado de orientação socialista.  

## Ideologias socialistas

### Socialismo utópico
ocialismo utópico é um termo usado para definir as primeiras correntes do pensamento socialista moderno, como exemplificado pelo trabalho de Henri de Saint-Simon, Charles Fourier e Robert Owen, que inspirou Karl Marx e outros primeiros socialistas. Embora seja tecnicamente possível que qualquer conjunto de ideias ou qualquer pessoa que viva em qualquer época da história seja um socialista utópico, o termo é mais frequentemente aplicado aos socialistas que viveram no primeiro quartel do século XIX e aos quais foi atribuído o rótulo de " utópico" pelos socialistas posteriores como um termo negativo, a fim de implicar ingenuidade e rejeitar as suas ideias como fantasiosas ou irrealistas.Os socialistas posteriores argumentaram que as visões de sociedades ideais imaginárias, que competiam com os movimentos social-democratas revolucionários, não se baseavam nas condições materiais da sociedade e eram, portanto, "reacionárias". As formas de socialismo que existiam nas sociedades tradicionais, incluindo o comunismo pré-marxista, são referidas como comunismo primitivo pelos marxistas.  A sociocracia é uma visão política socialista-positivista criada por Auguste Comte, baseada na herança socialista aristocrática e utópica de Saint-Simon, priorizando a justiça social e um governo central com democracia direta sem parlamento. As seitas religiosas cujos membros vivem em comunidade, como os huteritas, por exemplo, não são normalmente chamadas de "socialistas utópicos", embora o seu modo de vida seja um excelente exemplo. Eles foram categorizados como socialistas religiosos por alguns. Da mesma forma, as comunidades intencionais modernas baseadas em ideias socialistas também poderiam ser categorizadas como “socialistas utópicas”.   
Embora o marxismo tenha tido um impacto significativo no pensamento socialista, os pensadores pré-marxistas (antes de Marx escrever sobre o assunto) defenderam o socialismo em formas semelhantes e em forte contraste com a concepção de socialismo de Marx e Friedrich Engels, defendendo alguma forma de propriedade colectiva sobre produção em grande escala, gestão dos trabalhadores no local de trabalho ou, em alguns casos, uma forma de economia planificada. Os primeiros filósofos socialistas e teóricos políticos incluíram Gerrard Winstanley, que fundou o movimento Diggers no Reino Unido; Charles Fourier, filósofo francês que propôs princípios muito semelhantes aos de Marx; Louis Blanqui, socialista e escritor francês; Marcus Thrane, socialista norueguês; Jean-Jacques Rousseau, filósofo, escritor e compositor genebrino cujas obras influenciaram a Revolução Francesa; e Pierre-Joseph Proudhon, escritor político francês. Os socialistas pré-Marx também incluíam economistas socialistas ricardianos, como Thomas Hodgskin, socialista ricardiano inglês e anarquista de livre mercado; Carlos Hall; John Francis Bray; John Gray; William Thompson; Percy Ravenstone; James Mill; e John Stuart Mill, economista político clássico que passou a defender o socialismo cooperativo de trabalhadores. Os pensadores socialistas utópicos incluíam Henri de Saint-Simon, Wilhelm Weitling, Robert Owen, Charles Fourier e Étienne Cabet. 

### Socialismo científico
O termo socialismo científico é usado por Friedrich Engels para descrever a teoria sócio-política-econômica iniciada por Karl Marx. O termo foi cunhado em 1840 por Pierre-Joseph Proudhon em seu livro What is Property?para significar uma sociedade governada por um governo científico, ou seja, aquele cuja soberania repousa na razão, e não na pura vontade. 
Embora o termo socialismo tenha passado a significar especificamente uma combinação de ciência política e económica, também é aplicável a uma área mais ampla da ciência que abrange o que hoje é considerado a sociologia e as humanidades. A distinção entre socialismo utópico e científico originou-se com Marx, que criticou as características utópicas do socialismo francês e da economia política inglesa e escocesa. Engels argumentou mais tarde que os socialistas utópicos não conseguiram reconhecer porque é que o socialismo surgiu no contexto histórico em que surgiu, que surgiu como uma resposta às novas contradições sociais de um novo modo de produção, ou seja, o capitalismo. Ao reconhecer a natureza do socialismo como a resolução desta contradição e ao aplicar uma compreensão científica completa do capitalismo, Engels afirmou que o socialismo se libertou de um estado primitivo e se tornou uma ciência. 

### O comunismo
O comunismo (do latim communis, "comum, universal")   é uma ideologia e movimento filosófico, social, político e económico cujo objectivo final é o estabelecimento de uma sociedade comunista, nomeadamente uma ordem socioeconómica estruturada sobre as ideias de propriedade comum dos meios de produção e ausência de classes sociais, de dinheiro  e do Estado . Juntamente com a social-democracia, o comunismo tornou-se a tendência política dominante dentro do movimento socialista internacional na década de 1920. 
Embora a emergência da União Soviética como o primeiro estado nominalmente comunista do mundo tenha levado à associação generalizada do comunismo com o modelo económico soviético e o marxismo-leninismo, alguns economistas e intelectuais argumentaram que na prática o modelo funcionava como uma forma de capitalismo de estado,    ou uma economia administrativa ou de comando não planejada. 
O comunismo geralmente se distingue do socialismo desde a década de 1840. A definição e uso modernos de socialismo foram estabelecidos na década de 1860, tornando-se o termo predominante entre o grupo de palavras associacionista, cooperativo e mutualista que anteriormente eram usados como sinônimos. Em vez disso, o comunismo caiu em desuso durante este período.  Uma distinção inicial entre comunismo e socialismo era que este último visava apenas socializar a produção, enquanto o primeiro visava socializar tanto a produção como o consumo (sob a forma de livre acesso aos bens finais). 
No entanto, os marxistas empregaram o socialismo no lugar do comunismo em 1888, que passou a ser considerado um sinônimo antiquado de socialismo. Foi só em 1917, após a Revolução Bolchevique, que o socialismo passou a referir-se a uma fase distinta entre o capitalismo e o comunismo, introduzida por Vladimir Lenin como um meio de defender a tomada do poder pelos bolcheviques contra a crítica marxista tradicional de que as forças produtivas da Rússia não estavam suficientemente desenvolvidas para revolução socialista. 
Uma distinção entre comunista e socialista como descritores de ideologias políticas surgiu em 1918 depois que o Partido Trabalhista Social-Democrata Russo se renomeou como Partido Comunista de Toda a Rússia, onde comunista passou a significar especificamente socialistas que apoiavam a política e as teorias do bolchevismo, do leninismo e mais tarde, o marxismo-leninismo,  embora os partidos comunistas continuassem a se descrever como socialistas dedicados ao socialismo. 
Tanto o comunismo como o socialismo acabaram por concordar com a atitude cultural dos adeptos e oponentes em relação à religião. Na Europa cristã, acreditava-se que o comunismo era o modo de vida ateu. Na Inglaterra protestante, o comunismo era demasiado próximo, cultural e auditivamente, do rito de comunhão católico romano, pelo que os ateus ingleses se autodenominavam socialistas.  Friedrich Engels argumentou que em 1848, na época em que o Manifesto Comunista foi publicado pela primeira vez, "o socialismo era respeitável no continente, enquanto o comunismo não era". Os owenistas na Inglaterra e os fourieristas na França eram considerados socialistas respeitáveis, enquanto os movimentos da classe trabalhadora que "proclamavam a necessidade de uma mudança social total" se autodenominavam comunistas. Este último ramo do socialismo produziu o trabalho comunista de Étienne Cabet na França e de Wilhelm Weitling na Alemanha. 
As formas dominantes de comunismo são baseadas no marxismo, mas também existem versões não marxistas do comunismo, como o anarco-comunismo e o comunismo cristão. De acordo com The Oxford Handbook de Karl Marx, "Marx usou muitos termos para se referir a uma sociedade pós-capitalista - humanismo positivo, socialismo, comunismo, reino da individualidade livre, livre associação de produtores, etc. Ele usou esses termos de forma completamente intercambiável. O a noção de que "socialismo" e "comunismo" são fases históricas distintas é estranha ao seu trabalho e só entrou no léxico do marxismo após a sua morte". 

### Marxismo
O marxismo, ou comunismo marxista, refere-se à organização social sem classes e sem Estado, baseada na propriedade comum dos meios de produção, e a uma variedade de movimentos que actuam em nome deste objectivo e que são influenciados pelo pensamento de Karl Marx. Em geral, as formas de organização social sem classes não são capitalizadas, ao contrário dos movimentos associados aos partidos comunistas oficiais e aos estados comunistas. Na definição marxista clássica (comunismo puro), uma economia comunista refere-se a um sistema que alcançou uma superabundância de bens e serviços devido a um aumento na capacidade tecnológica e aos avanços nas forças produtivas e, portanto, transcendeu o socialismo como um pós-escassez economia. Este é um estágio hipotético de desenvolvimento social e económico com poucos detalhes especulativos conhecidos sobre ele.  
O verdadeiro objectivo do comunismo nunca foi alcançado na prática a partir de uma posição marxista, embora as sociedades anarquistas tenham fornecido um vislumbre de como seria um mundo comunista. A verdadeira ideia por trás disso é abolir toda liderança e governar com uma comuna. Ou seja, são as próprias pessoas que tomam todas as decisões e todos contribuem para o bem-estar da comuna. O estado comunista é usado por historiadores ocidentais, cientistas políticos e pela mídia para se referir a esses países e distingui-los de outros estados socialistas. Na prática, a maioria dos governos que afirmaram ser comunistas não se descreveram como um Estado comunista nem afirmaram ter alcançado o comunismo ou a sociedade comunista. Esses estados referem-se a si próprios como estados socialistas (ou seja, estados que são constitucionalmente socialistas) que estão no processo de construção do socialismo. 
O moderno movimento político marxista-comunista foi criado quando os partidos social-democratas da Europa se dividiram entre as suas tendências direitistas e esquerdistas durante a Primeira Guerra Mundial. Os esquerdistas, liderados internacionalmente por Vladimir Lenin, Rosa Luxemburgo e Karl Liebknecht, para distinguir a sua marca de socialismo da social-democratas "reformistas", eram chamados de "comunistas". No entanto, após os assassinatos de Luxemburgo e Liebknecht, o termo comunista tornou-se geralmente associado apenas aos partidos e organizações que seguiram Lenin, juntamente com as suas várias derivações, como o stalinismo ou o maoísmo. 
Há uma variedade considerável de pontos de vista entre os autodenominados comunistas. No entanto, o marxismo e o leninismo, escolas de comunismo associadas a Karl Marx e a Vladimir Lenin respectivamente, têm a distinção de terem sido uma força importante na política mundial desde o início do século XX. A luta de classes desempenha um papel central no marxismo. Esta teoria vê a formação do comunismo como o culminar da luta de classes entre a classe capitalista, os proprietários da maior parte do capital e a classe trabalhadora. Marx sustentava que a sociedade não poderia ser transformada do modo de produção capitalista para o modo de produção comunista de uma só vez, mas exigia um estado de transição que Marx descreveu como a ditadura revolucionária do proletariado. 
Algumas formas da sociedade comunista que Marx imaginou, como emergentes do capitalismo, foram reivindicadas como sendo alcançadas por períodos limitados durante certos momentos históricos e sob certas circunstâncias. Por exemplo, a Comuna de Paris permitiu, de facto, que Marx reforçasse e implementasse as suas teorias, adaptando-as a uma experiência real da qual ele pudesse tirar partido. Outro caso semelhante, embora contestado pelo anarco-sindicalismo ou mesmo pelo anarquismo, foi a Revolução Espanhola de 1936 (muitas vezes ignorada ou não mencionada pela historiografia oficial), durante a qual grande parte da economia espanhola na maioria das áreas republicanas, algumas das quais gozavam de uma ausência prática de estado, foi colocado sob o controle coletivo direto dos trabalhadores. Além disso, o termo comunismo (assim como socialismo) é frequentemente usado para se referir aos sistemas políticos e económicos e aos estados dominados por uma classe política e burocrática, normalmente ligada a um único partido comunista que segue as doutrinas marxistas-leninistas e muitas vezes afirmam representar a ditadura do proletariado de uma forma não democrática, descrita pelos críticos como totalitária e burocrática. Estes sistemas são também frequentemente chamados de stalinismo, capitalismo de estado, comunismo de estado ou socialismo de estado. 
Com a criação da União Soviética após o fim da Guerra Civil Russa que se seguiu ao sucesso inicial da Revolução de Outubro Vermelho na Rússia, outros partidos socialistas em outros países e o próprio partido Bolchevique tornaram-se partidos Comunistas, devendo lealdade em vários graus ao Partido Comunista do União Soviética (ver Internacional Comunista). Após a Segunda Guerra Mundial, regimes que se autodenominavam comunistas assumiram o poder na Europa Oriental. Em 1949, os comunistas na China, apoiados pela União Soviética e liderados por Mao Zedong, chegaram ao poder e estabeleceram a República Popular da China. Entre os outros países do Terceiro Mundo que adotaram um estado comunista burocrático como forma de governo em algum momento os pontos foram Cuba, Coreia do Norte, Vietname, Laos, Angola e Moçambique. No início da década de 1980, quase um terço da população mundial vivia sob estados comunistas. 
O comunismo carrega um forte estigma social nos Estados Unidos devido a uma história de anticomunismo nos Estados Unidos. Desde o início da década de 1970, o termo Eurocomunismo foi utilizado para se referir às políticas dos partidos comunistas na Europa Ocidental, que procuravam romper com a tradição de apoio acrítico e incondicional à União Soviética. Esses partidos eram politicamente activos e eleitoralmente significativos em França e Itália. Com o colapso dos sistemas estatalizados de partido único e dos governos marxistas-leninistas, na Europa Oriental a partir do final da década de 1980 e a dissolução da União Soviética em 8 de dezembro de 1991, a influência do comunismo de estado marxista-leninista diminuiu dramaticamente na Europa, mas cerca de um quarto da população mundial ainda vive sob este tipo de Estados comunistas. 

#### Leninismo e Marxismo-Leninismo
Vladimir Lenin nunca usou o termo Leninismo, nem se referiu às suas opiniões como Marxismo-Leninismo. No entanto, as suas ideias divergiram da teoria marxista clássica em vários pontos importantes. Os comunistas bolcheviques viam estas diferenças como avanços do marxismo feitos por Lenin. Após a morte de Lenin, sua ideologia e contribuições para a teoria marxista foram denominadas "Marxismo-Leninismo", ou às vezes apenas "Leninismo". O marxismo-leninismo rapidamente se tornou o nome oficial da ideologia do Comintern e dos partidos comunistas em todo o mundo. 

#### Trotskismo
O trotskismo é a teoria do marxismo defendida por Leon Trotsky. Trotsky considerava-se um bolchevique-leninista, defendendo o estabelecimento de um partido de vanguarda. Ele se considerava um defensor do marxismo ortodoxo. A sua política diferia muito das de Stalin ou Mao, sobretudo ao declarar a necessidade de uma "revolução permanente" internacional e ao argumentar que a democracia é essencial tanto para o socialismo como para o comunismo. Numerosos grupos em todo o mundo continuam a descrever-se como trotskistas e a considerarem-se pertencentes a esta tradição, embora tenham interpretações diversas das conclusões a retirar disto. 

#### Stalinismo
O stalinismo foi a teoria e a prática do comunismo praticada por Joseph Stalin, líder da União Soviética de 1928 a 1953. Oficialmente aderiu ao marxismo-leninismo, mas se as práticas de Stalin realmente seguiram os princípios de Marx e Lenin é um assunto de debate e crítica. Em contraste com Marx e Lenin, Stalin fez poucas contribuições teóricas novas. As principais contribuições de Stalin para a teoria comunista foram o Socialismo em Um Só País e a teoria do agravamento da luta de classes sob o socialismo, uma base teórica que apoia a repressão dos oponentes políticos conforme necessário. O Estalinismo assumiu uma posição agressiva no conflito de classes, utilizando a violência estatal numa tentativa de expurgar à força a sociedade da burguesia. . As bases para a política soviética em relação às nacionalidades foram apresentadas na obra de Stalin, de 1913, Marxismo e a Questão Nacional. 
As políticas estalinistas na União Soviética incluíam a rápida industrialização, Planos Quinquenais, socialismo num só país, um estado centralizado, coletivização da agricultura e subordinação dos interesses de outros partidos comunistas aos do Partido Comunista da União Soviética.A rápida industrialização foi concebida para acelerar o desenvolvimento em direcção ao comunismo, sublinhando que a industrialização era necessária porque o país era economicamente atrasado em comparação com outros países, e era necessária para enfrentar os desafios colocados pelos inimigos internos e externos. A rápida industrialização foi acompanhada pela agricultura colectiva em massa e pela rápida urbanização. A rápida urbanização converteu muitas pequenas aldeias em cidades industriais. 

#### Maoísmo
Um conceito chave que distingue o Maoismo de outras ideologias de esquerda é a crença de que a luta de classes continua durante todo o período socialista, como resultado da contradição antagónica fundamental entre o capitalismo e o comunismo. Mesmo quando o proletariado tomou o poder do Estado através de uma revolução socialista, permanece o potencial para a burguesia restaurar o capitalismo. Na verdade, Mao afirmou a famosa declaração de que “a burguesia [num país socialista] está dentro do próprio Partido Comunista”, o que implica que os funcionários corruptos do Partido subverteriam o socialismo se não fossem impedidos. Ao contrário das formas anteriores de marxismo-leninismo, nas quais o proletariado urbano era visto como a principal fonte da revolução e o campo era amplamente ignorado, Mao concentrou-se no campesinato como uma força revolucionária que, disse ele, poderia ser mobilizada por um Partido Comunista. com seu conhecimento e liderança. 
Ao contrário da maioria das outras ideologias políticas, incluindo outras socialistas e marxistas, o Maoismo contém uma doutrina militar integral e liga explicitamente a sua ideologia política à estratégia militar. No pensamento Maoista, “o poder político vem do cano da arma” (uma das citações de Mao), e o campesinato pode ser mobilizado para empreender uma “guerra popular” de luta armada envolvendo guerra de guerrilha. Desde a morte de Mao e as reformas de Deng, a maioria dos partidos que se definem explicitamente como "maoistas" desapareceram, mas vários grupos comunistas em todo o mundo, particularmente os armados como o Partido Comunista Unificado do Nepal (Maoista), o PCI (Maoísta) e o PCI (ML) da Índia e o Novo Exército Popular das Filipinas continuam a promover as ideias Maoistas e a chamar a atenção da imprensa para elas. Estes grupos geralmente têm a ideia de que as ideias de Mao foram traídas antes de poderem ser total ou adequadamente implementadas.  

#### Denguismo (Teoria de Deng Xiaoping)
O dengismo é uma ideologia política e económica desenvolvida pela primeira vez pelo líder chinês Deng Xiaoping. A teoria não pretende rejeitar o Marxismo-Leninismo ou o Pensamento de Mao Zedong, mas em vez disso procura adaptá-los às condições socioeconómicas existentes na China. Deng também enfatizou a abertura da China ao mundo exterior, a implementação de um país, dois sistemas e através da frase "buscar a verdade dos fatos", uma defesa do pragmatismo político e económico. Como comunismo reformista e um ramo do Maoísmo, o Denguismo é frequentemente criticado pelos Maoístas tradicionais. Os denguistas acreditam que, isolados na nossa actual ordem internacional e com uma economia extremamente subdesenvolvida, é antes de mais nada necessário colmatar o fosso entre a China e o Ocidente o mais rapidamente possível para que o socialismo seja bem sucedido. A fim de encorajar e promover o avanço da produtividade através da criação de concorrência e inovação, o pensamento dengista promove a ideia de que a China precisa de introduzir elementos de mercado no país socialista. Os denguistas ainda acreditam que a China precisa da propriedade pública de terras, bancos, matérias-primas e indústrias estratégicas, mas ao mesmo tempo a propriedade privada é permitida e encorajada nas indústrias de bens acabados e serviços.   
De acordo com a teoria de Deng Xiaoping, os proprietários privados dessas indústrias não são uma burguesia. Porque, de acordo com a teoria marxista, a burguesia possui terras e matérias-primas. Na teoria denguista, os proprietários de empresas privadas são chamados de empresas civis. 
A China foi o primeiro país a adotar este modelo; embora seja vagamente semelhante à Rússia sob Lenin com a Nova Política Econômica. Impulsionou a sua economia e alcançou o milagre económico chinês. Aumentou a taxa de crescimento do PIB chinês para mais de 8% ao ano durante trinta anos e a China tem agora o segundo maior PIB do mundo. Devido à influência do denguismo, o Vietnã e o Laos  também adotaram esta crença, permitindo ao Laos aumentar a sua taxa de crescimento real do PIB para 8,3%.  Cuba também está começando a adotar o modelo. Os dengistas assumem uma posição forte contra qualquer forma de culto à personalidade, como o que apareceu na China sob o governo de Mao, na União Soviética durante o governo de Stalin e na atual Coreia do Norte sob a família Kim. 

#### Comunismo de conselhos e comunismo de esquerda
Artigos principais: Comunismo de Conselho e Comunismo de Esquerda
O comunismo de conselhos, ou conselhismo, é uma corrente do marxismo libertário que emergiu da Revolução de Novembro na década de 1920, caracterizada pela sua oposição ao capitalismo de estado/socialismo de estado, bem como pela sua defesa dos conselhos de trabalhadores como base para a democracia dos trabalhadores. Originalmente afiliado ao Partido Comunista dos Trabalhadores da Alemanha (KAPD), o comunismo de conselhos continua hoje como uma posição teórica e activista dentro do maior movimento do socialismo libertário. O principal entre os princípios do comunismo de conselhos é a sua oposição ao vanguardismo partidário e ao centralismo democrático das ideologias leninistas e a sua afirmação de que os conselhos operários democráticos que surgem nas fábricas e nos municípios são a forma natural da classe trabalhadora. organização e autoridade.   
O comunismo de conselhos também contrasta com a social-democracia através da sua rejeição formal tanto do reformismo como do parlamentarismo. As origens históricas do comunismo de esquerda remontam ao período anterior à Primeira Guerra Mundial, mas só entrou em foco depois de 1918. Todos os comunistas de esquerda apoiaram a Revolução de Outubro na Rússia, mas mantiveram uma visão crítica do seu desenvolvimento. No entanto, alguns anos mais tarde rejeitariam a ideia de que a revolução tinha uma natureza proletária ou socialista, afirmando que ela simplesmente cumpriu as tarefas da revolução burguesa ao criar um sistema capitalista de estado. 

#### Autonomismo
O autonomismo refere-se a um conjunto de movimentos e teorias políticas e sociais de esquerda próximos ao movimento socialista. Como sistema teórico identificável, surgiu pela primeira vez em Itália, na década de 1960, a partir do comunismo operário (operaismo). Mais tarde, as tendências pós-marxistas e anarquistas tornaram-se significativas após a influência dos situacionistas, o fracasso dos movimentos italianos de extrema esquerda na década de 1970 e o surgimento de uma série de teóricos importantes, incluindo Antonio Negri, que contribuiu para a fundação de Potere em 1969. Operaio, Mario Tronti, Paolo Virno, etc. Ao contrário de outras formas de marxismo, o marxismo autonomista enfatiza a capacidade da classe trabalhadora de forçar mudanças na organização do sistema capitalista independente do Estado, dos sindicatos ou dos partidos políticos. Os autonomistas estão menos preocupados com a organização político-partidária do que outros marxistas, concentrando-se, em vez disso, na acção auto-organizada fora das estruturas organizacionais tradicionais. O marxismo autonomista é, portanto, uma teoria "de baixo para cima": chama a atenção para atividades que os autonomistas vêem como resistência quotidiana da classe trabalhadora ao capitalismo, por exemplo, o absentismo, o trabalho lento e a socialização no local de trabalho.  
Através de traduções disponibilizadas por Danilo Montaldi e outros, os autonomistas italianos basearam-se em pesquisas activistas anteriores nos Estados Unidos pela Tendência Johnson-Forest e em França pelo grupo Socialisme ou Barbarie. Influenciou os Autonomen Alemães e Holandeses, o movimento mundial dos Centros Sociais, e hoje é influente na Itália, França e, em menor medida, nos países de língua inglesa. Aqueles que se descrevem como autonomistas variam agora de marxistas a pós-estruturalistas e anarquistas. Os movimentos Autonomista Marxista e Autonomen inspiraram alguns membros da esquerda revolucionária nos países de língua inglesa, particularmente entre os anarquistas, muitos dos quais adotaram táticas autonomistas. Alguns anarquistas de língua inglesa até se descrevem como Autonomistas. O movimento operaísmo italiano também influenciou acadêmicos marxistas como Harry Cleaver, John Holloway, Steve Wright e Nick Dyer-Witheford.  

### Anarquismo
O anarquismo (do grego: αναρχία, anarkhia; "sem governante") é uma filosofia política que defende sociedades sem Estado baseadas em associações livres não hierárquicas. O anarquismo considera o estado indesejável, desnecessário ou prejudicial Embora o anti-estatismo seja central, alguns argumentam[  que o anarquismo implica oposição à autoridade ou organização hierárquica na condução das relações humanas, incluindo, mas não limitado a, o sistema estatal.      O anarquismo como movimento social tem sofrido regularmente flutuações de popularidade. O seu período clássico, que os estudiosos demarcam como de 1860 a 1939, está associado aos movimentos da classe trabalhadora do século XIX e às lutas da era da Guerra Civil Espanhola contra o fascismo. 
Em 1864, a Associação Internacional dos Trabalhadores (às vezes chamada de Primeira Internacional) uniu diversas correntes revolucionárias, incluindo os seguidores franceses de Proudhon, As seções antiautoritárias da Primeira Internacional foram as precursoras dos anarco-sindicalistas, buscando "substituir o privilégio e autoridade do Estado" com a "organização livre e espontânea do trabalho". 
Em 1907, o Congresso Anarquista Internacional de Amsterdã reuniu delegados de 14 países, entre os quais figuras importantes do movimento anarquista, incluindo Errico Malatesta, Pierre Monatte, Luigi Fabbri, Benoît Broutchoux, Emma Goldman, Rudolf Rocker e Christiaan Cornelissen. Vários temas foram tratados durante o Congresso, nomeadamente relativos à organização do movimento anarquista, às questões da educação popular, à greve geral ou ao antimilitarismo. Um debate central dizia respeito à relação entre anarquismo e sindicalismo (ou sindicalismo). A Federação Espanhola de Trabalhadores em 1881 foi o primeiro grande movimento anarco-sindicalista; as federações sindicais anarquistas tiveram especial importância na Espanha. A mais bem-sucedida foi a Confederación Nacional del Trabajo (Confederação Nacional do Trabalho: CNT), fundada em 1910. Antes da década de 1940, a CNT era a principal força na política da classe trabalhadora espanhola, atraindo 1,58 milhão de membros em determinado momento e desempenhando um papel importante. na Guerra Civil Espanhola. A CNT era filiada à Associação Internacional dos Trabalhadores, uma federação de sindicatos anarcossindicalistas fundada em 1922, com delegados representando dois milhões de trabalhadores de 15 países da Europa e da América Latina. 
Alguns anarquistas, como Johann Most, defenderam a divulgação de atos violentos de retaliação contra contra-revolucionários porque “pregamos não apenas a ação em si e para si, mas também a ação como propaganda”.  Numerosos chefes de estado foram assassinados entre 1881 e 1914. por membros do movimento anarquista. Por exemplo, o assassino do presidente McKinley dos EUA, Leon Czolgosz, afirmou ter sido influenciado pela anarquista e feminista Emma Goldman. Os anarquistas participaram ao lado dos bolcheviques nas revoluções de fevereiro e de outubro, e inicialmente ficaram entusiasmados com o golpe bolchevique.  No entanto, os bolcheviques rapidamente se voltaram contra os anarquistas e outras oposições de esquerda, um conflito que culminou na rebelião de Kronstadt em 1921, que o novo governo reprimiu. Os anarquistas na Rússia central foram presos, levados à clandestinidade ou juntaram-se aos vitoriosos bolcheviques; os anarquistas de Petrogrado e Moscou fugiram para a Ucrânia.  Lá, em Makhnovshchina, eles lutaram na guerra civil contra os Brancos (um grupo de monarquistas e outros oponentes da Revolução de Outubro apoiado pelo Ocidente) e depois contra os Bolcheviques como parte do Exército Revolucionário Insurgente da Ucrânia liderado por Nestor Makhno, que estabeleceu uma sociedade anarquista na região por vários meses. 
Nas décadas de 1920 e 1930, a ascensão do fascismo na Europa transformou o conflito do anarquismo com o Estado. Em Espanha, a CNT inicialmente recusou aderir a uma aliança eleitoral de frente popular e a abstenção dos apoiantes da CNT levou a uma vitória eleitoral da direita. Em 1936, a CNT mudou a sua política e os votos anarquistas ajudaram a trazer a frente popular de volta ao poder. Meses depois, a antiga classe dominante respondeu com uma tentativa de golpe causando a Guerra Civil Espanhola (1936–1939). Em resposta à rebelião do exército, um movimento de camponeses e trabalhadores de inspiração anarquista, apoiado por milícias armadas, assumiu o controlo de Barcelona e de grandes áreas da Espanha rural, onde coletivizaram a terra. Mas mesmo antes da vitória fascista em 1939, os anarquistas estavam a perder terreno numa luta acirrada com os estalinistas, que controlavam a distribuição da ajuda militar à causa republicana por parte da União Soviética. As tropas lideradas por Estalinistas suprimiram os colectivos e perseguiram tanto os dissidentes marxistas como os anarquistas. 
Uma onda de interesse popular pelo anarquismo ocorreu durante as décadas de 1960 e 1970. Em 1968, em Carrara, Itália, a Internacional das Federações Anarquistas foi fundada durante uma conferência anarquista internacional em Carrara em 1968, pelas três federações europeias existentes da França, a Federação Anarquista Italiana e Ibérica, bem como a federação búlgara no exílio francês. No Reino Unido, isso foi associado ao movimento punk rock, exemplificado por bandas como Crass e Sex Pistols. A crise da habitação e do emprego na maior parte da Europa Ocidental levou à formação de comunas e de movimentos de posseiros como o de Barcelona, Espanha. Na Dinamarca, invasores ocuparam uma base militar abandonada e declararam Freetown Christiania, um refúgio autónomo no centro de Copenhaga.   Desde o renascimento do anarquismo em meados do século XX,surgiram vários novos movimentos e escolas de pensamento. Por volta da virada do século 21, o anarquismo cresceu em popularidade e influência como parte dos movimentos anti-guerra, anticapitalista e antiglobalização. Os anarquistas tornaram-se conhecidos por seu envolvimento em protestos contra as reuniões da Organização Mundial do Comércio (OMC), do Grupo dos Oito e do Fórum Econômico Mundial. As federações anarquistas internacionais existentes incluem a Internacional das Federações Anarquistas, a Associação Internacional dos Trabalhadores e a Solidariedade Libertária Internacional. 

#### Mutualismo
O mutualismo começou nos movimentos trabalhistas ingleses e franceses do século XVIII, depois assumiu uma forma anarquista associada a Pierre-Joseph Proudhon na França e outros nos EUA. Isso influenciou anarquistas individualistas nos Estados Unidos, como Benjamin Tucker e William B. Greene. Josiah Warren propôs ideias semelhantes em 1833 depois de participar de um experimento owenista fracassado. Nas décadas de 1840 e 1850, Charles A. Dana,[116] e William B. Greene apresentaram as obras de Proudhon aos EUA. Greene adaptou o mutualismo de Proudhon às condições americanas e apresentou-o a Benjamin R. Tucker. 
O anarquismo mutualista preocupa-se com a reciprocidade, a livre associação, o contrato voluntário, a federação e a reforma do crédito e da moeda. Muitos mutualistas acreditam que um mercado sem intervenção governamental reduz os preços até aos custos do trabalho, eliminando o lucro, a renda e os juros de acordo com a teoria do valor-trabalho. As empresas seriam forçadas a competir pelos trabalhadores, tal como os trabalhadores competem pelas empresas, aumentando os salários.  Alguns vêem o mutualismo como entre o anarquismo individualista e o coletivista; em O que é propriedade?, Proudhon desenvolve um conceito de "liberdade", equivalente à "anarquia", que é a "síntese dialética do comunismo e da propriedade". Greene , influenciado por Pierre Leroux, buscou o mutualismo na síntese de três filosofias – comunismo, capitalismo e socialismo. Anarquistas individualistas posteriores usaram o termo mutualismo, mas mantiveram pouca ênfase na síntese, enquanto anarquistas sociais, reivindicam o mutualismo como um subconjunto de sua tradição filosófica.

#### Anarquismo coletivista
O anarquismo coletivista é uma forma revolucionária de anarquismo mais comumente associada a Mikhail Bakunin, Johann Most e à seção antiautoritária da Primeira Internacional (1864-1876). Ao contrário dos mutualistas, os anarquistas coletivistas opõem-se a toda propriedade privada dos meios de produção, defendendo em vez disso que a propriedade seja coletivizada. Isto seria iniciado por um pequeno grupo de elite coeso através de actos de violência, ou “propaganda pela acção”, que inspiraria os trabalhadores a revoltarem-se e a colectivizarem à força os meios de produção. Os trabalhadores seriam compensados pelo seu trabalho com base na quantidade de tempo que contribuíram para a produção, em vez de os bens serem distribuídos "de acordo com a necessidade", como no anarco-comunismo. Embora o anarquismo coletivista compartilhe muitas semelhanças com o comunismo anarquista, também existem muitas diferenças importantes entre eles. Por exemplo, os anarquistas coletivistas acreditam que a economia e a maior parte ou toda a propriedade devem ser propriedade coletiva da sociedade, enquanto os anarco-comunistas, por outro lado, acreditam que o conceito de propriedade deve ser rejeitado pela sociedade e substituído pelo conceito de uso.  Além disso, os anarquistas coletivistas muitas vezes favorecem o uso de uma forma de moeda para compensar os trabalhadores de acordo com a quantidade de tempo gasto contribuindo para a sociedade e a produção, enquanto os anarco-comunistas acreditam que a moeda e os salários deveriam ser abolidos todos juntos e os bens deveriam ser distribuídos "a cada um de acordo com sua ou sua necessidade". 

#### Anarco-comunismo
Os anarco-comunistas propõem que uma sociedade composta por um número de comunas autónomas com uso colectivo dos meios de produção, com a democracia directa como forma de organização política, e relacionadas com outras comunas através da federação, seria a forma mais livre de organização social.  No entanto, alguns anarco-comunistas opõem-se à natureza maioritária da democracia directa, sentindo que esta pode impedir a liberdade individual e favorecer a democracia de consenso. Joseph Déjacque foi um dos primeiros anarco-comunistas e a primeira pessoa a se descrever como "libertário". Outros importantes anarcocomunistas incluem Peter Kropotkin, Emma Goldman, Alexander Berkman e Errico Malatesta.  
No anarco-comunismo, os indivíduos não receberiam compensação directa pelo trabalho (através da partilha de lucros ou pagamento), mas teriam acesso livre aos recursos e excedentes da comuna. Com base em sua pesquisa e experimentação biológica, Kropotkin acreditava que os humanos e a sociedade humana estão mais inclinados a esforços para benefício mútuo do que à competição e conflito. Kropotkin acreditava que a propriedade privada era uma das causas da opressão e da exploração e apelou à sua abolição, mas apenas se opôs à propriedade, não à posse. 
Alguns anarco-sindicalistas viam o anarco-comunismo como seu objetivo. Por exemplo, a CNT espanhola adoptou o "Comunismo Libertário" de Isaac Puente, de 1932, como o seu manifesto para uma sociedade pós-revolucionária. O anarco-comunismo nem sempre tem uma filosofia comunitária. Algumas formas de anarco-comunismo são egoístas e fortemente influenciadas pelo individualismo radical, acreditando que o anarco-comunismo não requer de forma alguma uma natureza comunitária. Formas de comunismo libertário, como o Situacionismo, são fortemente egoístas por natureza. A anarco-comunista Emma Goldman foi influenciada por Stirner e Kropotkin e combinou suas filosofias com a sua própria, como mostrado em seus livros como "Anarchism And Other Essays" (anarquismo e outros ensaios).  

#### Anarco-sindicalismo
O anarcossindicalismo é um ramo do anarquismo que se concentra no movimento trabalhista. Os anarco-sindicalistas veem os sindicatos como uma força potencial para a mudança social revolucionária, substituindo o capitalismo e o Estado por uma nova sociedade democraticamente autogerida pelos trabalhadores. Os princípios básicos do anarco-sindicalismo são os seguintes: Solidariedade dos trabalhadores;  Ação direta;  Autogestão dos trabalhadores.  Bandeira frequentemente usada por anarco-sindicalistas e anarco-comunistas e a bandeira da Catalunha Revolucionária, um exemplo do século 20 de uma sociedade anarco-sindicalista.  A solidariedade dos trabalhadores significa que os anarcossindicalistas acreditam que todos os trabalhadores – independentemente da sua raça, género ou grupo étnico – estão numa situação semelhante em relação ao seu patrão (consciência de classe). Além disso, significa que, dentro do capitalismo, quaisquer ganhos ou perdas obtidas por alguns trabalhadores de ou para os patrões acabarão por afetará todos os trabalhadores. Portanto, todos os trabalhadores devem apoiar-se uns aos outros no seu conflito de classes para se libertarem. 
Os anarco-sindicalistas acreditam que apenas a ação direta – isto é, a ação concentrada em atingir diretamente um objetivo, em oposição à ação indireta, como a eleição de um representante para um cargo governamental – permitirá aos trabalhadores libertarem-se. Além disso, os anarco-sindicalistas acreditam que as organizações de trabalhadores (as organizações que lutam contra o sistema salarial, que, na teoria anarco-sindicalista, acabará por formar a base de uma nova sociedade) deveriam ser autogeridas. Não deveriam ter chefes ou “agentes de negócios”; em vez disso, os trabalhadores deveriam ser capazes de tomar eles próprios todas as decisões que os afetam. Rudolf Rocker foi uma das vozes mais populares do movimento anarcossindicalista. Ele delineou uma visão das origens do movimento, o que ele buscava e por que era importante para o futuro do trabalho em seu panfleto de 1938, Anarco-Sindicalismo. A Associação Internacional dos Trabalhadores é uma federação anarco-sindicalista internacional de vários sindicatos de diferentes países. A Confederação Nacional do Trabalho Espanhola desempenhou e ainda desempenha um papel importante no movimento operário espanhol. Foi também uma força importante na Guerra Civil Espanhola. 

#### Anarquismo individualista
O anarquismo individualista é um conjunto de diversas tradições de pensamento dentro do movimento anarquista que enfatizam o indivíduo e sua vontade sobre determinantes externos, como grupos, sociedade, tradições e sistemas ideológicos.  Embora geralmente contrastado com o anarquismo social, tanto o anarquismo individualista quanto o social influenciaram-se mutuamente. O mutualismo, uma teoria econômica particularmente influente dentro do anarquismo individualista cuja liberdade buscada foi chamada de síntese do comunismo e da propriedade,  tem sido considerada às vezes parte do anarquismo individualista  e outras vezes parte do anarquismo social. Muitos anarco-comunistas consideram-se individualistas radicais,[150] vendo o anarco-comunismo como o melhor sistema social para a realização da liberdade individual.
Como termo, o anarquismo individualista não é uma filosofia única, mas refere-se a um grupo de filosofias individualistas que às vezes estão em conflito. Entre as primeiras influências no anarquismo individualista estavam William Godwin, Josiah Warren (soberania do indivíduo), Max Stirner (egoísmo), Lysander Spooner (lei natural), Pierre-Joseph Proudhon (mutualismo), Henry David Thoreau (transcendentalismo), Herbert Spencer (lei da liberdade igual) e Anselme Bellegarrigue. A partir daí, expandiu-se pela Europa e pelos Estados Unidos. Benjamin Tucker, um famoso anarquista individualista do século XIX, afirmou que "se o indivíduo tem o direito de governar a si mesmo, todo governo externo é tirania". Tucker também argumentou que "não era o Anarquismo Socialista contra o Anarquismo Individualista, mas o Socialismo Comunista contra o Socialismo Individualista". A visão de uma divisão individualista-socialista é contestada, pois o anarquismo individualista é socialista. 
Josiah Warren é amplamente considerado o primeiro anarquista americano e o jornal semanal de quatro páginas que ele editou durante 1833, The Peaceful Revolutionist, foi o primeiro periódico anarquista publicado. Para a historiadora anarquista americana Eunice Minette Schuster, "[é] aparente [...] que o Anarquismo Proudhoniano foi encontrado nos Estados Unidos pelo menos já em 1848 e que não estava consciente de sua descoberta com o Anarquismo Individualista de Josiah Warren e Stephen Pearl Andrews [...]. William B. Greene apresentou este Mutualismo Proudhoniano em sua forma mais pura e sistemática". Mais tarde, o anarquista individualista americano Benjamin Tucker "era contra o Estado e o capitalismo, contra a opressão e a exploração. Embora não fosse contra o mercado e a propriedade, ele era firmemente contra o capitalismo, pois era, aos seus olhos, um monopólio de apoio capital social apoiado pelo Estado. capital (ferramentas, maquinaria, etc.) que permite aos proprietários explorar os seus empregados, isto é, evitar pagar aos trabalhadores o valor total do seu trabalho. Ele pensou que "as classes trabalhadoras são privadas dos seus rendimentos pela usura nas suas três formas, juros, aluguel e lucro", portanto "A liberdade abolirá os juros; abolirá o lucro; abolirá a renda monopolística; abolirá a tributação; abolirá a exploração do trabalho; abolirá todos os meios pelos quais qualquer trabalhador pode ser privado de qualquer um de seus produtos". Essa postura o coloca diretamente na tradição socialista libertária e Tucker referiu-se muitas vezes a si mesmo como socialista e, portanto, sua filosofia como socialismo anarquista. 
O anarquista individualista francês Émile Armand mostra claramente oposição ao capitalismo e às economias centralizadas quando disse que o anarquista individualista "interiormente ele permanece refratário - fatalmente refratário - moralmente, intelectualmente, economicamente (A economia capitalista e a economia dirigida, os especuladores e os fabricantes de monopólios). são igualmente repugnantes para ele.)". O anarquista individualista espanhol Miguel Giménez Igualada pensava que "o capitalismo é um efeito do governo; o desaparecimento do governo significa que o capitalismo cai vertiginosamente do seu pedestal... Aquilo que chamamos de capitalismo não é outra coisa, mas um produto do Estado, dentro do qual o a única coisa que está sendo impulsionada é o lucro, bom ou mal adquirido. E, portanto, lutar contra o capitalismo é uma tarefa inútil, pois seja capitalismo de Estado ou capitalismo empresarial, enquanto existir Governo, existirá a exploração do capital. A luta, mas da consciência, é contra o Estado".  
Sua visão sobre a divisão de classes e a tecnocracia é a seguinte: "Desde quando ninguém trabalha para outro, o aproveitador da riqueza desaparece, assim como o governo desaparecerá quando ninguém prestar atenção àqueles que aprenderam quatro coisas nas universidades e a partir desse fato eles fingem para governar os homens. Grandes empresas industriais serão transformadas por homens em grandes associações nas quais todos trabalharão e desfrutarão do produto de seu trabalho. E desses problemas fáceis e belos com os quais o anarquismo lida e aquele que os coloca em prática e os vive são anarquistas. [...] A prioridade que sem descanso um anarquista deve fazer é aquela em que ninguém tem que explorar ninguém, nenhum homem para nenhum homem, uma vez que essa não exploração levará à limitação da propriedade às necessidades individuais ".  O escritor anarquista e boêmio Oscar Wilde escreveu em seu famoso ensaio The Soul of Man under Socialism que "[a] arte é individualismo, e o individualismo é uma força perturbadora e desintegradora. Aí reside seu imenso valor. Pois o que ela busca é perturbar a monotonia do tipo, a escravidão dos costumes, a tirania dos hábitos e a redução do homem ao nível de uma máquina". 
Para o historiador anarquista George Woodcock, "o objetivo de Wilde em "A Alma do Homem sob o socialismo" é buscar a sociedade mais favorável ao artista [...] para Wilde a arte é o fim supremo, contendo dentro de si a iluminação e a regeneração, para as quais todo o resto na sociedade deve ser subordinado. [...] Wilde representa o anarquista como esteta". Numa sociedade socialista, as pessoas terão a possibilidade de realizar os seus talentos, pois “cada membro da sociedade participará na prosperidade e felicidade geral da sociedade”. Wilde acrescentou que "por outro lado, o próprio socialismo terá valor simplesmente porque levará ao individualismo", uma vez que os indivíduos não precisarão mais temer a pobreza ou a fome. Este individualismo, por sua vez, protegeria contra governos "armados com poder económico como estão agora com poder político" sobre os seus cidadãos. No entanto, Wilde defendeu o individualismo não-capitalista, dizendo que "é claro, pode-se dizer que o individualismo gerado sob condições de propriedade privada nem sempre, ou mesmo como regra, de um tipo fino ou maravilhoso" uma crítica que é " é verdade". Na imaginação de Wilde, desta forma o socialismo não libertaria os homens do trabalho manual e permitir-lhes-ia dedicar o seu tempo a atividades criativas, desenvolvendo assim a sua alma. Terminava declarando: «O novo individualismo é o novo helenismo».  

#### Socialismo democrático
O socialismo democrático é um amplo movimento político que busca propagar os ideais do socialismo no contexto de um sistema democrático, como foi feito pelos social-democratas ocidentais, que popularizaram o socialismo democrático como um rótulo para criticar o desenvolvimento socialista percebido como autoritário ou não democrático no Oriente, durante os séculos XIX e XX. Neste sentido, o socialismo democrático está intimamente relacionado com a social-democracia e, em alguns aspectos, é idêntico; outras contas enfatizam as diferenças, embora mantenham que não são exclusivas e podem ser compatíveis. Muitos socialistas democráticos apoiam o sistema de social-democracia como um caminho para a reforma do sistema capitalista, enquanto outros apoiam mudanças mais revolucionárias na sociedade para estabelecer objectivos socialistas. No primeiro sentido, a social-democracia é considerada mais centrista e está mais preocupada com melhorias graduais do sistema capitalista, da economia mista e do estado de bem-estar social, enquanto alguns social-democratas mais radicais, que se descrevem como socialistas democráticos, apoiam um mais reformismo anticapitalista, ou através de meios evolutivos mais radicais, incluindo meios revolucionários. 
Os socialistas democráticos modernos e os social-democratas defendem o conceito de Estado-Providência, pelo menos na medida em que protegem e promovem o bem-estar económico e social dos seus cidadãos, incluindo aqueles que não proporcionam minimamente uma vida boa. Embora a opinião de alguns social-democratas modernos esteja mais preocupada em melhorar gradualmente o Estado-providência, independentemente de quaisquer posições de poder que possam persistir após as reformas do bem-estar, que podem e foram revertidas pelo capital após o colapso do compromisso do pós-guerra com o trabalho, muitos dos socialistas democráticos modernos vêem-no como um meio para um fim igualitário. Os socialistas democráticos também estão comprometidos com as ideias de redistribuição da riqueza e do poder, bem como com a propriedade social de certas propriedades, conceitos que são considerados abandonados pelos sociais-democratas da Terceira Via. Destacando esta diferença, os defensores contemporâneos do modelo socialista democrático criticaram a moderna abordagem social-democrata da Terceira Via de um estado de bem-estar social se este não fornecer programas específicos de bem-estar socioeconómico a nível universal. 
Embora não existam países no mundo que se qualifiquem como um estado socialista democrático, ou seja, como um estado democrático que alcançou uma economia socialista pós-capitalista, vários acadêmicos, comentaristas políticos e estudiosos distinguiram entre estados socialistas autoritários e estados socialistas democráticos, com o primeiro representando o Bloco Soviético, que é considerado autoritário ou não democrático o suficiente e socialista apenas constitucionalmente, e o último representando os países do Bloco Ocidental que foram governados democraticamente por partidos socialistas como Grã-Bretanha, França, Suécia e As social-democracias ocidentais em geral, entre outros, que traduziram os ideais e objectivos do socialismo no contexto de um sistema político democrático e de um sistema económico capitalista. Alguns estados foram descritos como socialistas democráticos. Em outros países, o socialismo democrático é definido de forma mais geral, essencialmente equiparando os direitos económicos aos direitos humanos. O senador dos Estados Unidos Bernie Sanders, um defensor do socialismo democrático, define o termo como a garantia universal de direitos a cuidados de saúde de qualidade, educação suficiente, emprego com um salário digno, habitação acessível, reforma segura e um ambiente limpo. Para este fim, ele invocou as palavras de Martin Luther King Jr., que também defendeu o socialismo democrático, ao apelar a “uma melhor distribuição da riqueza”. 

## Leitura complementar
·        G. D. H. Cole, History of Socialist Thought, in 7 volumes, Macmillan and St. Martin's Press (1965), Palgrave Macmillan (2003 reprint); 7 volumes, hardcover, 3160 pages, ISBN 1-4039-0264-X.
·        Albert Fried, Ronald Sanders, eds., Socialist Thought: A Documentary History, Garden City, New York: Doubleday Anchor, 1964.
·        Michael Harrington, Socialism, New York, Bantam, 1972.
·        James Weinstein, Long Detour: The History and Future of the American Left, Westview Press, 2003, hardcover, 272 pages, ISBN 0-8133-4104-3.
·        Hans-Hermann Hoppe (1989). A Theory of Socialism and Capitalism (PDF). Kluwer Academic Publishers. ISBN 0-89838-279-3..
·        Norman Birnbaum. After Progress: American Social Reform and European Socialism in the Twentieth Century. Oxford University Press. (see review here Archived 2004-08-23 at the Wayback Machine).
·        What Remains of Socialism? by Emile Perreau-Saussine.